# Segle XXI aC
El segle XXI aC és un període de la història antiga marcat per la recuperació dels grans imperis, amb nous dirigents al capdavant, després de la crisi de segles anteriors. S'incrementa l'ús de l'escriptura entre les classes altes.

## Política
Amb el Regne Mitjà d'Egipte, instaurat per Mentuhotep II, la regió del Nil es recupera després de la forta crisi del segle anterior. La Xina també fa un pas endavant en la centralització amb el sorgiment de la dinastia Xia (si bé té un cer caràcter mític que fa dubtar de la cronologia). Xulgi va protagonitzar l'anomenat renaixement sumeri.

## Economia i societat
Es van introduir nous sistemes de mesurament per regular-ne el comerç. Per exemple, data d'aquest segle la introducció del gur, mesura equivalent a 200 litres usada a Mesopotàmia.
Els amorrites van començar a instal·lar-se en terres accàdies procedents d'Aràbia. La pressió demogràfica que van exercir sobre la població local fa que esdevinguin una cultura pròpia dins l'organigrama sumeri, fins al punt que els dirigents posteriors van incorporar el títol de «rei dels martu».

## Invencions i descobriments
Es va escriure el primer codi legal complet, el codi d'Ur-Nammu, en forma de llista de casos delictius i les sancions que cal aplicar-los. Els delictes més greus (violació, assassinat i robatori) es podien castigar amb la mort, mentre que la resta de faltes tenien aparellada una multa.
Segons les llegendes, s'hi va fer la primera infusió de te, però la data és controvertida.

## Art, cultura i pensament
Segons la cronologia hebrea tradicional, en aquesta època va viure Abraham, patriarca bíblic i fundador del poble jueu en emigrar des d'Ur cap a Palestina. La Lamentació sobre la destrucció d'Ur commemora la caiguda de la Tercera dinastia d'Ur a mans elamites.